# Тромбоз яремної вени
Тромбоз яремної вени - це коли тромб утворюється у внутрішній яремній вені (ВЯВ).  У той час, як у багатьох пацієнтів мало симптомів, або їх взагалі немає, в інших розвивається набряк, підвищена чутливість та почервоніння шиї.  Також під час пальпації можна відчути ущільнення вздовж вени.  Якщо відбувається інфікування, інші симптоми можуть включати лихоманку та головний біль.  Серед ускладнень може бути тромбоемболія легеневої артерії.  
Найчастішими причинами є рак і центральний венозний катетер.  Інші фактори ризику включають фактор V Лейден, травму шиї, синдром гіперстимуляції яєчників (СГЯ) та внутрішньовенне введення наркотичних речовин.  Випадки, які виникають в результаті інфекції, відомі як синдром Лем'єра.  Діагноз можна запідозрити на основі D-димеру та підтвердити ультразвуковим дослідженням, або КТ. 
Лікування пацієнтів із низьким ризиком кровотечі зазвичай передбачає застосування антикоагулянтів протягом 4–12 тижнів. Ліки, що використовуються, можуть включати гепарин і варфарин, або інгібітор фактора Ха.  Якщо можливо, слід видалити центральний венозний катетер.  Специфічне лікування для тих, хто не має симптомів, не розглядається.  Тромболізис, або хірургічне втручання рекомендують рідко. 
Тромбоз яремної вени уразив 7,5% людей, які мали водночас встановлений центральний венозний катетер та діагностований рак.  Смертність серед пацієнтів становить приблизно 44% й вірогідність вища серед тих, хто має інші проблеми зі здоров’ям.  Випадки інфікованого тромбозу яремної вени вперше були описані у 1936 році. 